# 泉万
泉万（いずまん）は、長野県上田市で食料品店から発展したスーパーマーケット。

## 特徴
1948年（昭和23年）11月10日に泉万食料品店を開店したのが始まりである。
荻久保泉を代表とする有限会社泉万食料品店として営業していた。
泉万有限会社として営業していた。
1963年（昭和38年）8月にセルフサービス方式を導入してスーパーマーケットに業態転換した。
1968年（昭和43年）7月4日に上田郵便局跡地に建設されたビルに店舗を移転し、「泉万一富士」として開店した。
旧店舗跡には「はなおかストア」が鍛冶町から移転して開店した。
1974年（昭和49年）2月に「株式会社西友ストアー長野」からの商品供給を開始し、同年9月14日に同社に営業権を譲渡してスーパーマーケット事業から事実上撤退した。
店舗は西友ストアー長野が引き継ぐこととなった。

## 沿革
- 1948年（昭和23年）11月10日[2] - 泉万食料品店[5]開店[2]
- 1961年 - 食品販売業の創始者兄弟がスーパーマーケットに事業転換。（株）泉万設立。初代店舗は海野町。
- 1963年（昭和38年）8月にセルフサービス方式を導入してスーパーマーケットに業態転換した[8]。
- 1968年（昭和43年）7月4日 - 上田郵便局跡地に建設されたビルに店舗を移転[9]。
- 1968年 - 丸子店開店。以降8店舗に拡大。
- 1974年（昭和49年）
  - 2月 - 「株式会社西友ストアー長野」からの商品供給を開始[13]。
  - 9月14日 - 「株式会社西友ストアー長野」に営業権を譲渡[14]。本店を含む8店舗は西友店舗として引き継がれる。

## かつて展開されていた店舗
- 泉万食料品店[5] → 泉万富士（上田市海野町4808[5]、1948年（昭和23年）11月10日開店[2]）

延べ床面積約1,782m2、売場面積約792m2
1963年（昭和38年）8月にセルフサービス方式を導入してスーパーマーケットに業態転換した。
- 上田店（上田市中央2-3-1[3][16]、1968年（昭和43年）7月4日開店[9]）

売場面積5,983m2
海野町十字路の北西角にあった上田郵便局跡地に建設されたビルに移転する形で泉万として出店し、西友ストアー長野に継承した。
- 花園店（上田市中央西2-9-16[16]、1971年（昭和46年）2月12日開店[16]）

売場面積275m2
- 丸子店（小県郡丸子町上丸子989[18]、1968年（昭和43年）7月28日開店[19]）

延べ床面積約1,155m2、売場面積約891m2
- 三好町店[3]（上田市三好町[20]
- 塩田店[3]
- 花園店[3]（上田市花園[21]、1971年（昭和46年）2月12日開店[22]）
- 岩村田店[3]（佐久市岩村田[21][23]、1968年（昭和43年）10月開店[23]）

衣料品スーパーのほていやストア1号店が2階に出店していた。
- 望月店[3]（北佐久郡望月町
- 小諸店[3]（小諸市
- 田中店[3]

## その他
- 本店を含む8店舗の地元では西友に引き継がれた後も「泉万」の愛称で親しまれていた。[要出典]
- 海野町発祥のスーパーマーケットは他にやおふくが知られている。こちらは現存しているが海野町での営業は近年やめている。[要出典]